# 리히텐슈타인 후녀 마리카롤리네
리히텐슈타인 후녀 마리카롤리네(Marie-Caroline Elisabeth Immaculata von und zu Liechtenstein, 1996년 10월 17일 ~ )은 리히텐슈타인 후국의 후녀이다. 리히텐슈타인 후세자 알로이스와 조피 인 바이에른 여공작의 3남 1녀 중 장녀이다.